# Norwich (Kansas)
Pour les articles homonymes, voir Norwich (homonymie).
Norwich est une ville américaine située dans le comté de Kingman, au Kansas. Selon le recensement de 2020, sa population est de 444 habitants.